# Пацифікація у Галичині 1930

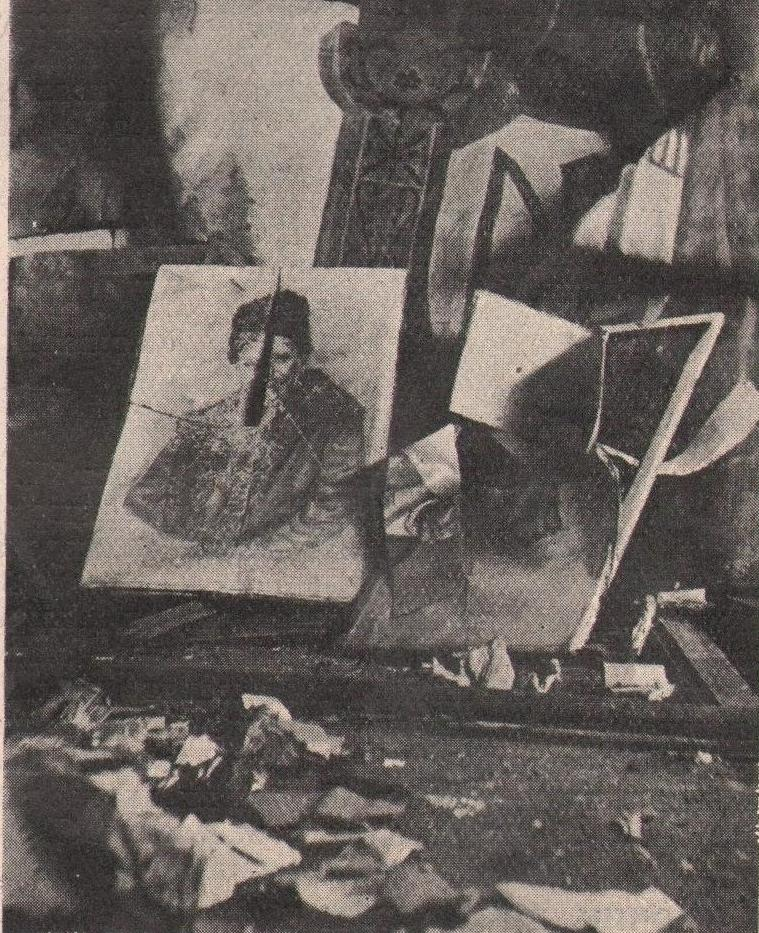
Погромлена польськими жандармами під час Пацифікації читальня «Просвіти», с. Княгиничі, Рогатинського повіту.

Пацифіка́ція у Галичині (пол. Pacyfikacja Małopolski Wschodniej) — злочин проти людства, здійснений польською санаційною владою на українському населенні Галичини. Репресивні акції тривали у вересні — листопаді 1930 року за наказом Юзефа Пілсудського із застосуванням поліції та армії. Пацифікація супроводжувалась масовими арештами, побиттям та вбивствами людей, закриттям і руйнуванням українських установ у Галичині. Наслідком акції стала подальша значна радикалізація українського руху опору на західноукраїнських землях. Східна Галичина, де домінувало українське населення, на схід від лінії Керзона, була включена до складу Другої Польської Республіки після розпаду Австро-Угорщини та поразки Західноукраїнської Народної Республіки. Після війни, у 1920—1921 роках, близько 100 000 українців було загнано в концентраційні табори польським урядом, де їм часто відмовляли в їжі та ліках; деякі з них померли від голоду, хвороб чи самогубства. Серед жертв були не лише солдати та офіцери, а й священики, адвокати та лікарі, які підтримували українську справу. Кількість загиблих у цих таборах від хвороб оцінювалася в 20 000 осіб.

###### ==Злочини==
До хати Стефана Микитового, сина Павла, прийшло 5 поліцаїв. Дома була лиш жінка, Зофія Микитів, і діти... A która gospodyni? Я, — каже Зоська Микитів. — Idź do chaty, kurwo! Otwieraj, kurwo, skrzynie! Перешукали скрині, побили вікна, портрети Шевченка і Франка побили і подерли. Czemu, kurwo, nie mówisz po polsku? Już 10 lat Polska, był czas nauczyć się!!! Кричали до переляканої жінки, окладаючи її кольбами по плечах і по руках, так що аж руки пообтікали, також копали її чобітьми в живіт... Казали [сусідам] перекопати долівку в обох кімнатах хати. Викопали глубоко, як стрілецькі рови. Усьо білля і одіння порозкидали і ходили по нім. Опісля перейшли до комори і шпихліра. Всьо збіжжя висипали на землю. Відтак казали розшивати стріху. Розшили причолки і роги дахів у двох стайнях, розкинули верхи і середину хатньої стріхи. Також розкинули усі стіжки, змішували снопи різного збіжжя. Около 80 кіп збіжжя скинено на одну безладну купу. 10 метрів каміння, зложеного на будову, казали Рибакові Андрухові, Рожницькому Йосифові і др. розкидати. Це було понад сили Андрієві Рибакові, 60-літньому старикові. Та на це не зважали, але немилосердними ударами кольби примусили розкидати... Недалеко було зготовлено 6000 цегли на будову нової хати. Цеглу теж мусіли люде розкидати... Шукали всюди за зброєю. Не знайшли нічого. Скінчивши ревізію, казали станути вище виміненим господарям і Зосьці Микитів в ряд, дали їм поголовно по кілька кольб і порадили: Uciekajcie! Побили також палицями 12-літню Ольгу Микитів і маленьку Ольгу Кушнір, 3-літню дитину, щоб не плакала за мамою. Пороскидавши всьо, тріюмфували: «Teraz kaban nie będzie sterty palił, bo będzie miał co do roboty. Będzie pracował! (c. Денисів Тернопільського пов.).
В м. Підгайцях, згідно із звітом єпископа Івана Бучка, що з доручення митрополита Шептицького відвідав кілька «спацифікованих» повітів, тяжко побито понад 30 українців, у тому числі колишнього посла Яворського та отця Михайла Блозовського:
Заарештованих скутих завели до сараю в магістраті. Звідти по одному заводили до льоху-пивниці, де чекало близько 20 поліціянтів, озброєних гвинтівками та палицями. Під ударами палиць жертву валили на землю й били аж до втрати притомности, потім відливали зимною водою і били далі, знущаючись нелюдським способом. Казали, наприклад, їсти жменю землі і питали, чия то земля. Отцю Блозовському заявили, що свячення, отримане від єпископа, недійсне, а дійсне тільки те «свячення», що уділяє поліція.

Роман Скакун «ПАЦИФІКАЦІЯ» польські репресії 1930 року в Галичині

## Передумови

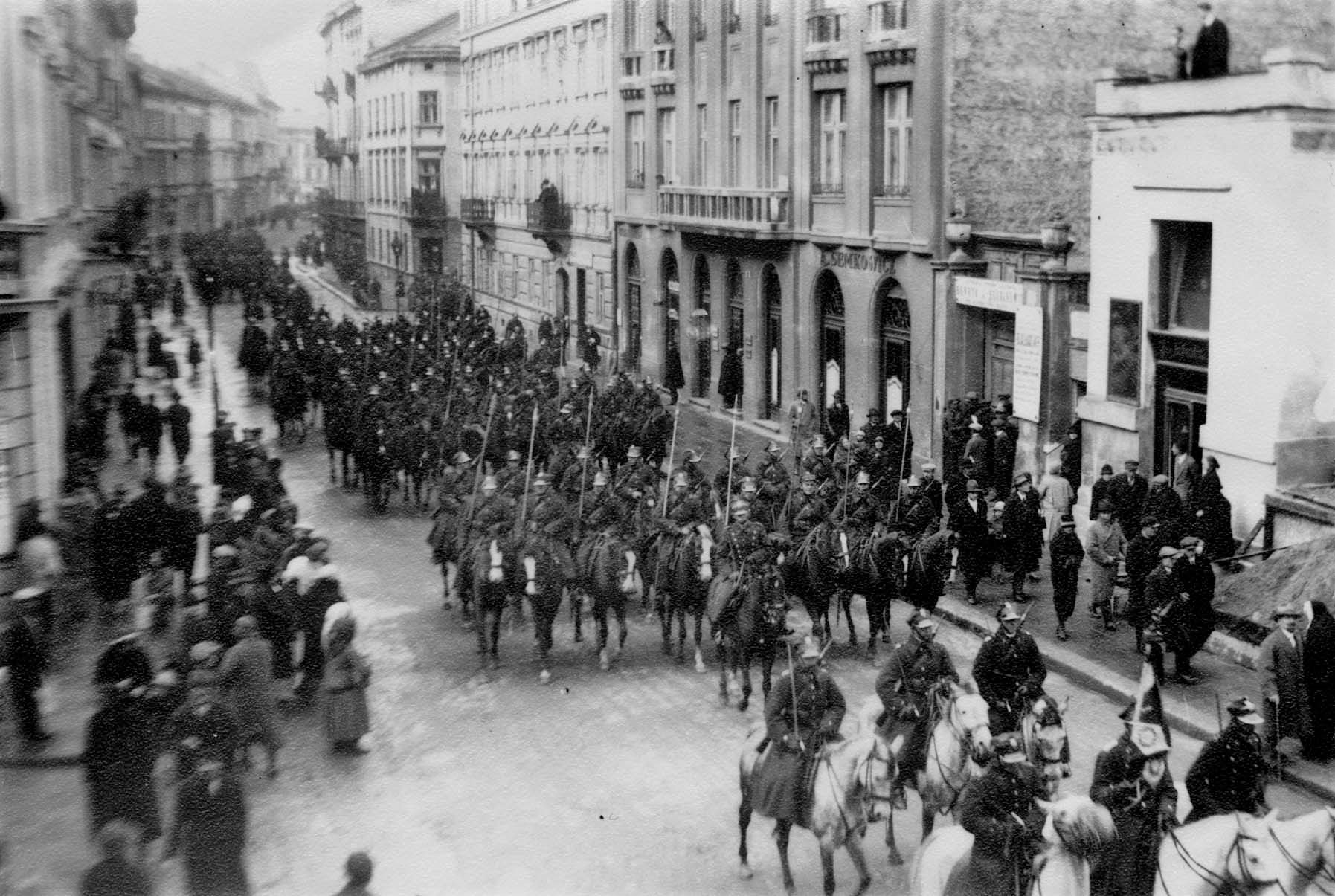
Парад Війська Польського у Львові

Пацифікація української частини Східної Галичини відбувалася на тлі глибокої політичної кризи, яка охопила Польську республіку у середині 1920-х років. В цей період, відбувається зміцнення санаційного режиму та спостерігається розквіт радикально-націоналістичних та фашистських ідей і організацій. Війна з опозицією ведеться із застосуванням маршалом Пілсудським репресивних, часом — авторитарних методів. Ці процеси також збіглася із Великою Депресією, яка значно погіршила економічне становище в країні і призводила до радикалізації різних прошарків суспільства.
Ці загальнодержавні потрясіння особливо відчутно проявлялися в Східній Галичині, яка опинилася під польською окупацією після поразки Західноукраїнської Народної Республіки 1919 року. Територія Східної Галичини була офіційно передана Лігою Націй 14 травня 1923 року до складу Польщі за умови вирішення українського питання: надання українцям автономії. Польська влада знехтувала цими зобов'язаннями; натомість активно провадила політику колонізації, асиміляції і загального утиску українського населення краю. Так, навіть сама назва «Галичина» була офіційно замінена на Східна «Малопольща», репресувалися українські політики, припинялося фінансування освіти українською мовою. У адміністративному управлінні II Речі Посполитої цього часу взято курс на ліквідацію українців.
Хоча між «легальними» українськими партіями і польськими організаціями робились певні кроки до порозуміння, найбільш радикально налаштована молодь, здебільшого представники новоствореної ОУН вдалися до масових акцій саботажу проти польських окупаційних установ та приватних маєтків. Акції саботажу проявлялися у перерізанні телефонних та телеграфних ліній, створенні перешкод на залізниці, підпалах будинків та майна польської меншини краю. Так, за даними польської преси, тільки на кінець літа 1930 року було спалено 62 житлові будинки, 87 стодол, 78 господарських споруд та 112 скирт збіжжя і сіна. Підпали були найбільш розповсюдженою формою саботажу — в серпні-вересні вони склали 83 % від всіх актів «саботажної акції».
Серед цілей акцій саботажу молоді націоналісти визначали намагання зірвати вибори до Сейму, що були призначені на листопад 1930 року та «викликати паніку у польського населення Галичини, посилити настрої невпевненості й анархії серед суспільства, що мало продемонструвати хиткість кордонів і внутрішню нестабільність польської держави». Польські історики також визначають як мету акцій саботажу намагання ОУН продемонструвати свою дієвість перед українським суспільством Галичини та українською діаспорою, спонсорами за кордонами Польщі, зробити українське питання знову актуальним на світовій арені, а також зірвати спроби порозуміння із поляками, що створило б передумови для збройного повстання проти польської окупації.

## Хід подій

Дмитро Данилишин, Василь Білас і Мар'ян Журахівський у Львівському повітовому суді.

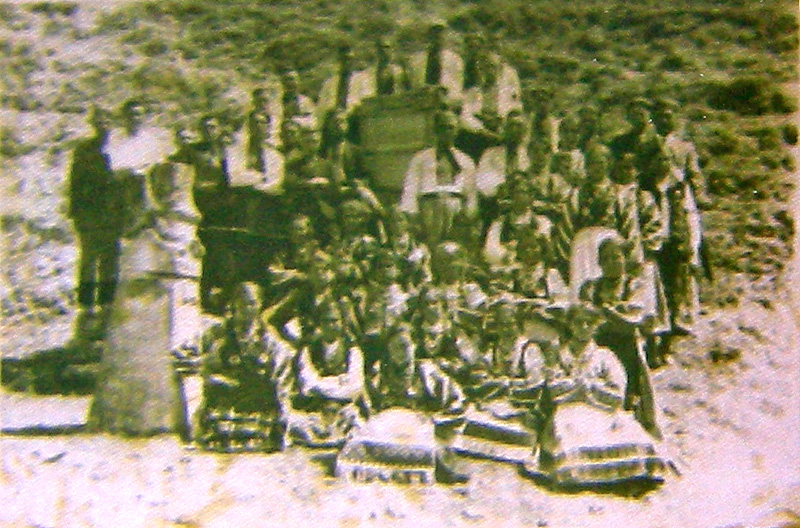
Сільська молодь с. Жуків коло зруйнованого під час пацифікація пам'ятника Т. Шевченку.

Оголошення про заборону вшанування козаків, які загинули в Бою під Берестечком.

Рішення про «утихомирення» Галичини було прийняте 1 вересня 1930 року після консультацій голови держави Ю. Пілсудського з міністром внутрішніх справ Славоєм Складовським. Перші каральні акції розпочалися 16 вересня 1930 року, тривали до 30 листопада 1930 року і охоплювали 450 населених пунктів у шістнадцяти районах Східної Галичини. З середини вересня до пацифікації було залучено шістнадцять рот поліції. Підрозділи у кількості 80–150 осіб оточували села і проводили обшуки та допит мешканців. З кінця вересня — початку жовтня 1930 року до поліційних акцій також долучились і військові підрозділи — полки уланів, полк кінних стрільців, з яких було виділено разом десять ескадронів кавалерії. У проведенні пацифікації військові підрозділи відзначились особливою жорстокістю і займалися переважно «екзекуціями». Пацифікація з участю поліції загалом охопила 325 населених пунктів у п'ятнадцяти повітах, а з участю війська — 168 місцевостей у чотирнадцяти повітах; загалом проведено 5195 обшуків, «умиротворено» близько 450 сіл із 3500.
Особлива увага каральних загонів була приділена не тільки місцевим активістам, вчителям, священикам, але й всім українським установам — школам, осередкам Просвіти, кооперативам. Під час акції у кожному селі окремі мешканці піддавалися «екзекуції» — побиттю, систематично руйнувалося майно селян, громадських установ та кооператив, зокрема, розбивались яйця, розсипались крупи, борошно та приправи, на які виливалась «нафта», синька, олія, оцет. Арештованих за заздалегідь складеними списками збирали в громадських приміщеннях, де кожному завдавали двадцять п'ять — тридцять, а то й більше ударів нагаєм, при цьому принижуючи ще й морально, тобто примушуючи лаяти Україну, виголошувати заздоровниці на честь Юзефа Пілсудського (пол. Józef Klemens Piłsudski), співати польський гімн. Нарузі піддавалися всі прояви українства: написи українською мовою, цвинтарі Січових Стрільців, портрети Франка та Шевченка. Громади кожного населеного пункту, де проводилася пацифікація, також мали сплатити контрибуцію польській поліції та армії продовольством, худобою та фуражем. На практиці побиття людей та руйнування майна супроводжувалося ще й відвертим пограбуванням населення. Загалом, каральна акція не стільки мала на меті виявлення винуватців саботажу, скільки загальний терор проти цивільного, у переважній більшості невинного населення, що мало стати карою за нелояльність цілого краю.
Реакцією на пацифікацію була повна паніка цивільного населення, яке не мало жодного захисту від свавілля поліції й армії. За українськими даними зазнали побоїв 1357 осіб, серед них 93 школяра (починаючи навіть з восьми років), понад 40 жінок було зґвалтовано, загинуло за різними даними від 7 до 35 осіб (за словами польського історика Владислава Побуг-Малиновського, загиблих не було, тоді як, за даними українського історика Петра Мірчука, під час умиротворення загинуло 35 українських цивільних осіб. Стефан Горак оцінює кількість жертв у 7 осіб). Під час акції було арештовано 1739 осіб, переважно студентів та учнів шкіл. Вже на 17 березня 1931 року з 909 відданих під суд, більшість — 698 — було виправдано та звільнено. Крім суто поліційних та каральних акцій було арештовано кількох провідних українських політиків, закриті осередки Просвіти, Сокола та заборонена діяльність Пласту. У кількох містах були розпущені українські школи та гімназії — на кінець 1930 року у цілій Галичині залишилося лише чотири державні школи з українською мовою навчання.

## Реакція

### Реакція світової громадськості

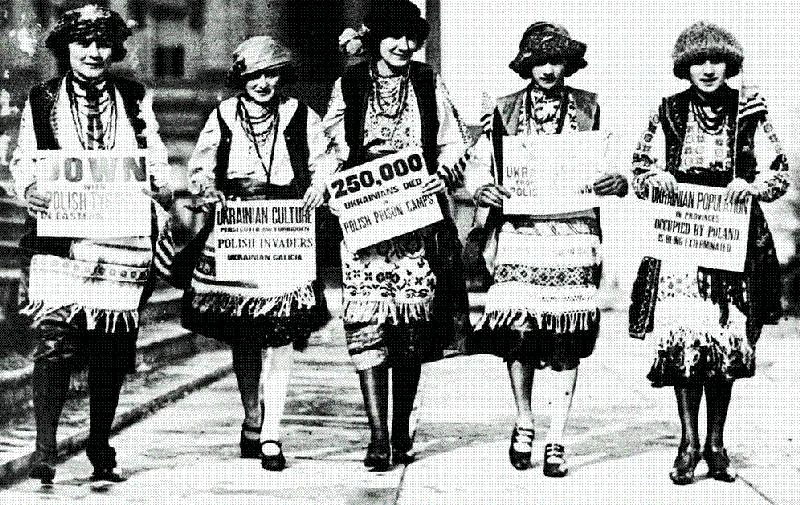
Українська діаспора активно виступала із осудом дій польської влади під час пацифікації. 1930 р.

Події у Східній Галичині не залишилися непоміченими на світовій арені, у закордонній пресі здебільшого завдяки пропагандистській кампанії ОУН. Закордонні осередки ОУН максимально висвітлювали зловживання польської влади, завдяки пресовим бюро, які були відкриті у Швейцарії, Берліні, Литві та Бельгії. До того ж майже вся українська діаспора у США та інших країнах світу виступила єдиним фронтом з осудом дій польської влади. Були скеровані звернення до Президента США Герберта Гувера, до Генерального секретаря Ліги Націй Джеймса Еріка Драммонда, у кількох столицях відбулися багатолюдні демонстрації.
Світова преса широко висвітлювала події у Східній Галичині. Наприкінці 1930 року темі пацифікації було присвячено близько 160 статей в англомовній пресі, 400 статей у німецьких і австрійських виданнях та декількох інших. Надзвичайно активну роль у формуванні світової громадської думки відігравала газета «Manchester Guardian». 14 жовтня 1930 року на її шпальтах з'явилася розлога стаття під назвою «Польський терор на Україні». Автор статті у цій газеті протягом двох тижнів мало не щоденно описував зловживання польської поліції й армії в Східній Галичині. Під впливом цих публікацій двоє депутатів від Лейбористської партії також відвідали «умиротворені» регіони і виступили з критичною для польської влади доповіддю у британському парламенті. Навіть представники польської дипломатії мусили визнати дієвість пропагандистської кампанії, яка поставила Польщу у невигідному світлі перед рештою світу.

### Розгляд пацифікації у Лізі Націй
За «Малим Версальським трактатом», який Польща підписала 1919 року, національні меншини країни в разі утиску їх прав могли безпосередньо звертатися до Ліги Націй. Після початку пацифікації і розголосу, що її супроводжував, вже у вересні 1930 року до Ліги Націй почали надходити скарги та петиції. Загалом надійшло декілька сотень петицій — з Польської республіки, від закордонних українських організацій, передусім зі США та Канади. Також до петицій українських громад долучився «Союз демократичного контролю» з Великої Британії, під якою підписалися 65 британських парламентарів, що справило найбільше враження як на Лігу, так і на польську сторону. Таким чином, справа пацифікації була прийнята до розгляду і в січні 1931 року утворився т. зв. «комітет трьох» із представників Великої Британії, Норвегії та Королівства Італія, що почав розслідування звинувачень.
Тим часом розгляд справи збігся з активізацією терористичної діяльності ОУН навесні 1931 року. Зокрема польські дипломати використовували приклади нападів активістів ОУН на поштові відділення, вбивств комендантів поліції й особливо вбивство відомого політика Тадеуша Голувка для звинувачення націоналістів у провокації цієї каральної акції. Після багатомісячних відкладень, 30 січня 1932 року була прийнята резолюція з українського питання, яка загалом ставилася прихильно до аргументів польської сторони і поклала відповідальність за пацифікацію на українських націоналістів. Разом з тим, були підтверджені деякі факти зловживання з боку польської влади під час проведення акції, але комісія задовольнилась тим, що Польща пообіцяла покарати винних і висловила жаль з приводу відмови Польщі виплатити компенсацію потерпілим. Хоча націоналісти і залишилися незадоволеними від висновку Ліги, однак їм вдалося привернути до подій у Східній Галичині увагу світової спільноти і продемонструвати дієвість їхньої пропагандистської кампанії.

## Значення
Всі ці заходи дали тільки тимчасово бажаний результат. По закінченні акції польська адміністрація та преса висловлювали задоволення про успіхи в умиротворенні Галичини і вважали проблему східних земель Польщі вирішеною. Пацифікація, разом із очевидною метою припинити саботаж українських націоналістів, також була елементом передвиборчої кампанії провладної більшості. Так, під час пацифікації з селян силою вибивали зобов'язання голосувати за провладний Безпартійний Блок. Таким чином під час виборів у листопаді 1930 року за провладний блок проголосувало більше половини виборців краю, кількість українських депутатів у сеймі зменшилася вдвоє — з 46 до 20. Проведена каральна акція польської влади набагато перебільшувала кількість актів саботажу.
В перспективі ця акція дала протилежний результат — сильний поштовх до подальшого зростання серед українців національної самосвідомості, надзвичайного посилення ворожості до польської держави і поляків зокрема, та до радикального загострення українсько-польських взаємин на цих окупованих землях. Ці настрої відгукнулися в подіях Волинської трагедії через кілька років, під час німецької окупації Західної України.

### Польські концентраційні табори
- Білі Сарни
- Береза Картузька (концентраційний табір)
- Явожно (концентраційний табір)